# Saison 2013-2014 de l'AC Ajaccio
Chronologie
Saison précédente Saison suivante

## Résumé de la saison
Le club a commencé la saison avec l'italien Fabrizio Ravanelli comme entraîneur. Mais, à la suite des mauvais résultats et de l'avalanche de blessures inexpliquées, le club a décidé de se séparer de lui assez rapidement. Les médias considèrent les méthodes d'entrainements de l'italien comme principales causes de tous ces blessés. 
C'est Christian Bracconi qui le remplace.

## Effectif de la saison 2013-2014
Notes : L'âge indiqué correspond à celui du joueur à la date du 6 septembre 2013.

### Buteurs
| Place | Nom             | Ligue 1 | Coupe de France | Coupe de la Ligue | TOTAL des BUTS |
| 1     | Paul Lasne      | 3 but   | -               | -                 | 3 buts         |
| 2     | Salim Arrache   | 2 but   | -               | -                 | 2 buts         |
| 3     | Eduardo Ribeiro | 3 but   | 1 but           | -                 | 4 buts         |
| Total | 1 buteur        | 1 but   | 1 but           | 0 but             | 1 but          |

### Passeurs
| Place | Nom                                         | Ligue 1                 | Coupe de France | Coupe de la Ligue | TOTAL des PASSES        |
| 1 2 3 | Mehdi Mostefa Johan Cavalli Sigamary Diarra | 2 passe 6 passe 3 passe | -               | -                 | 1 passe 6 passe 2 passe |
| Total | 3 passeur                                   | 11 passe                | 0 passe         | 0 passe           | 1 passe                 |